# Unirally
Unirally è un videogioco di genere simulatore di guida sviluppato da DMA Design e pubblicato nel 1994 da Nintendo per Super Nintendo Entertainment System. Distribuito in America settentrionale come Uniracers, il titolo è stato ritirato dal mercato in seguito ad azione legale da parte di Pixar che sosteneva che il monociclo presente nel gioco fosse copiato dal cortometraggio Il sogno di Red.